# Герої довкілля
«Герої довкілля» — це список найвідоміших екологів за рік, обраний і складений журналом Time.
Премія заснована у 2007 році.
- Герої довкілля (2007).[4][5][6][7][8]
- Герої довкілля (2008).[9]
- Герої довкілля (2009).[10][11]